# Joseph Whiting Stock

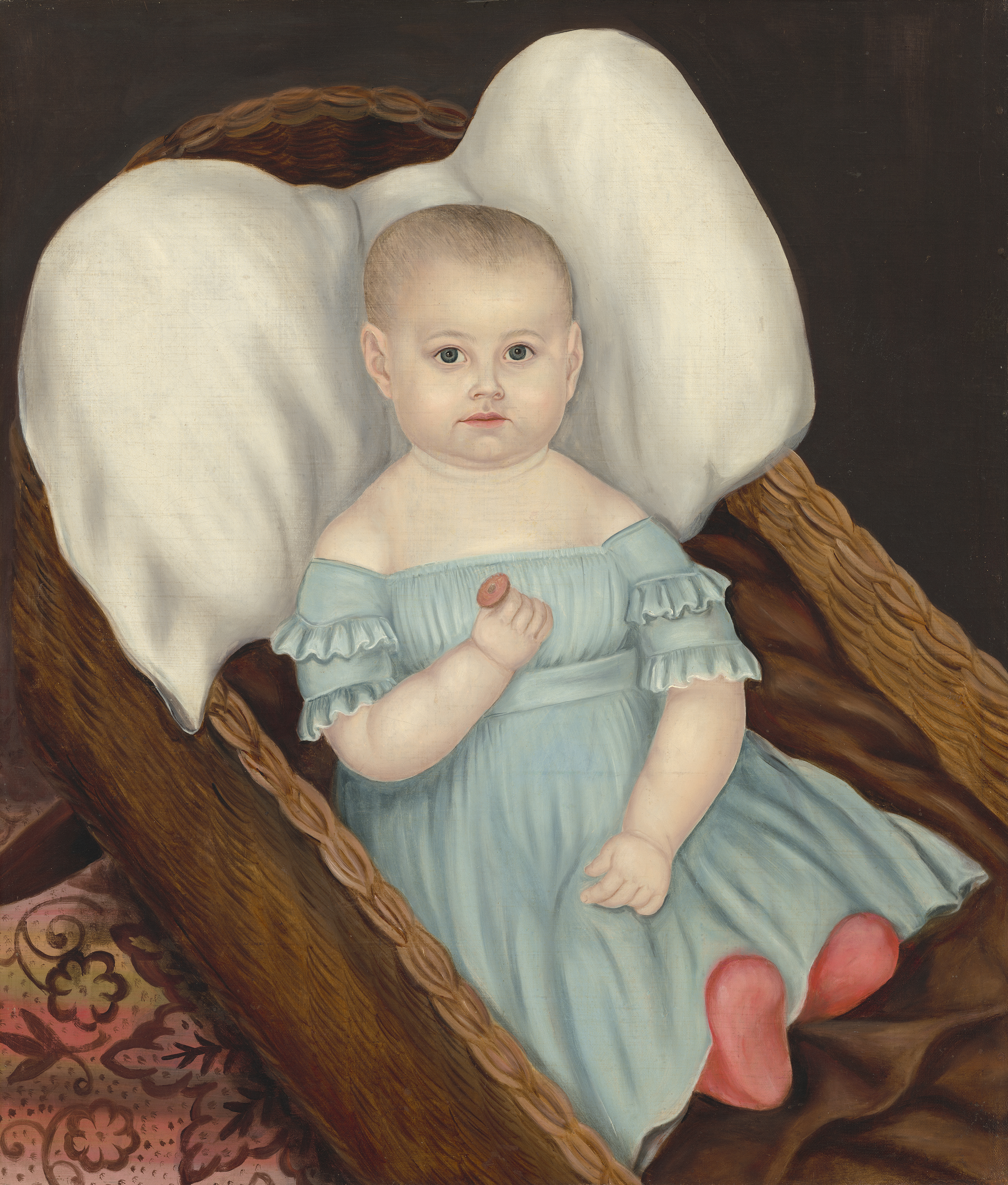
Joseph Whiting Stock: Baby in Wicker Basket (ca. 1840). National Gallery of Art, Washington D. C.

Joseph Whiting Stock (* 30. Januar 1815 in Springfield, Massachusetts, USA; † 28. Juni 1855 ebenda) war ein US-amerikanischer Maler, der vor allem für seine Porträts im naiven Stil bekannt ist.

## Leben

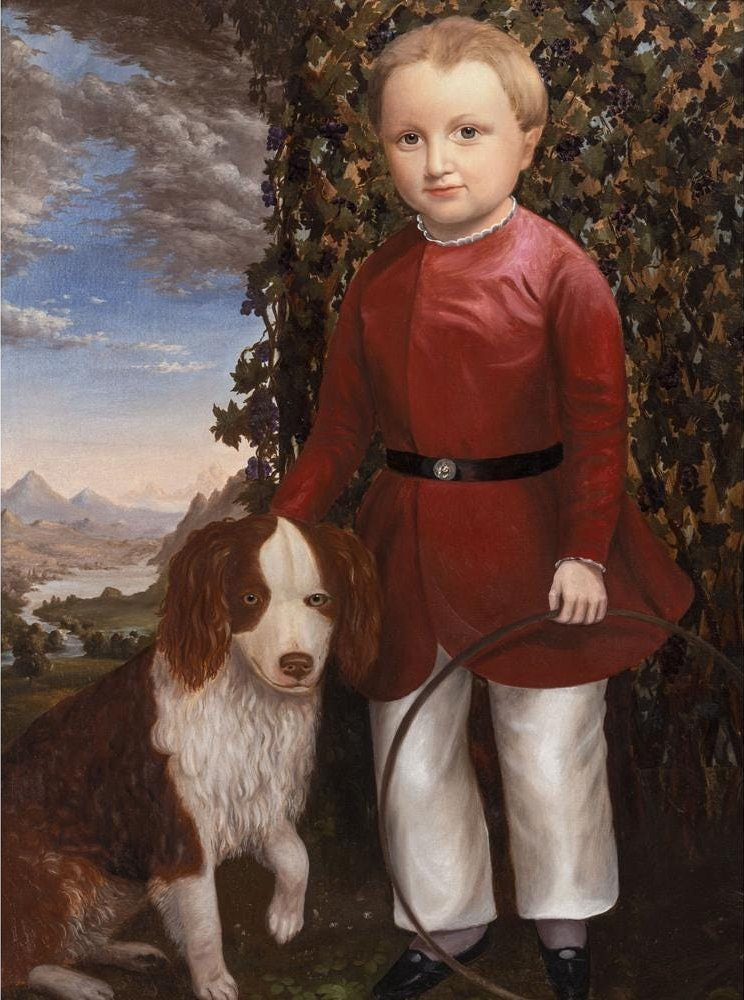
Joseph Whiting Stock: Portrait of a Boy in Red with Dog and Hoop Toy (ca. 1840)

Joseph Whiting Stock war das dritte von insgesamt zwölf Kindern der Eheleute John und Martha Whiting Stock. Er wurde in Springfield, Massachusetts, geboren. Im Alter von elf Jahren wurde er bei einem Unfall mit einem Ochswagen schwer verletzt und von der Hüfte an dauerhaft gelähmt. Ein Arzt riet ihm daraufhin, mit dem Malen zu beginnen, um sich die Zeit zu vertreiben. Er erhielt einige Unterrichtsstunden bei Franklin White, einem Schüler von Chester Harding. Ansonsten war er im Wesentlichen Autodidakt.  
Im Jahr 1834 beauftragte Dr. James Swan ihn mit anatomischen Zeichnungen und fertigte einen Rollstuhl für ihn an. Dieser verlieh ihm Mobilität und ermöglichte es ihm, für Porträtaufträge zu reisen. Ab etwa 1836 war Joseph Stock als reisender Porträtmaler in Neuengland tätig und unterhielt Ateliers in seinem Heimatort Springfield sowie in Städten wie Warren und Bristol (Rhode Island), New Bedford (Massachusetts) und Orange County (New York). Er führte ein Tagebuch, das detaillierte Aufzeichnungen über seine Aufträge, Arbeitsorte, Preise und das gesellschaftliche Umfeld enthält. Es ist eine bedeutende historische Quelle zur Praxis der itineranten Malerei jener Zeit. Neben Porträts eröffnete er im Jahr 1844 mit seinem Schwager Otis H. Cooley ein Daguerreotypie-Geschäft in Springfield, setzte sein Reiseleben jedoch fort. Joseph Stock starb im Juni 1855 im Alter von 40 Jahren an Tuberkulose in Springfield.

## Werk

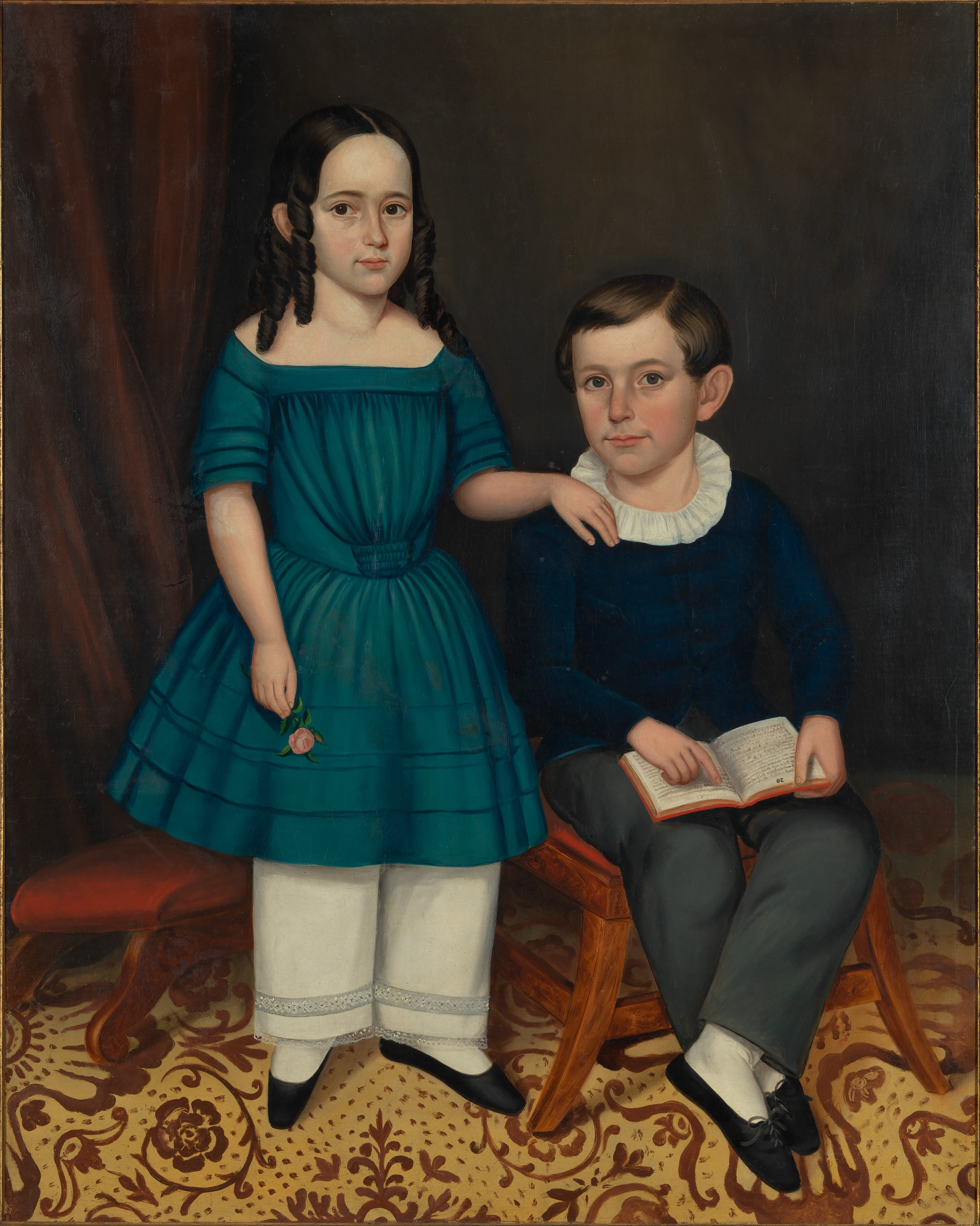
Joseph Whiting Stock: John and Louisa Stock (1845). Metropolitan Museum of Art, New York City

Joseph Whiting Stock malte im Laufe von rund 23 Jahren über 900 Porträts, darunter vor allem Ganzkörperdarstellungen von Kindern, oft zusammen mit Haustieren oder Spielsachen, aber auch Halbfiguren von Erwachsenen sowie gelegentlich Landschaften oder Miniaturen. Die Farbgebung in seinem Werk wird als kräftig und roh beschrieben, doch zeichnen sich seine Figuren durch Ausdruckskraft und Persönlichkeit aus. Seine Malweise zählt zur amerikanischen Naiven Malerei bzw. Folk Art des frühen 19. Jahrhunderts. Sie ist durch einen flachen, leicht steifen Stil geprägt, wirkt aber durch emotionales Einfühlungsvermögen lebendig. Joseph Stock war experimentierfreudig: Er führte leuchtende Farben ein, variierte die Kompositionen und kombinierte Porträts mit Genreszenen und Illustrationen. Da sein Tagebuch Angaben zu Auftragszahlen, Auftraggebern und Preisen enthält, sind seine Werke gut dokumentiert. Viele seiner Bilder sind erhalten, manche wurden erst nachträglich identifiziert. Gelegentlich werden seine Werke mit den Miniaturen von Clarissa Peters Russell verwechselt, da der Stil beider Künstler ähnlich ist. Doch während Russells Werke häufig unsigniert sind, datierte oder signierte Stock seine Bilder meist. 